# Casa consistorial de Granada
La casa consistorial de Granada es un edificio de la ciudad española de Granada que alberga la sede del Ayuntamiento de Granada. Se encuentra situado en la céntrica plaza del Carmen, junto a la calle Reyes Católicos.

## Historia

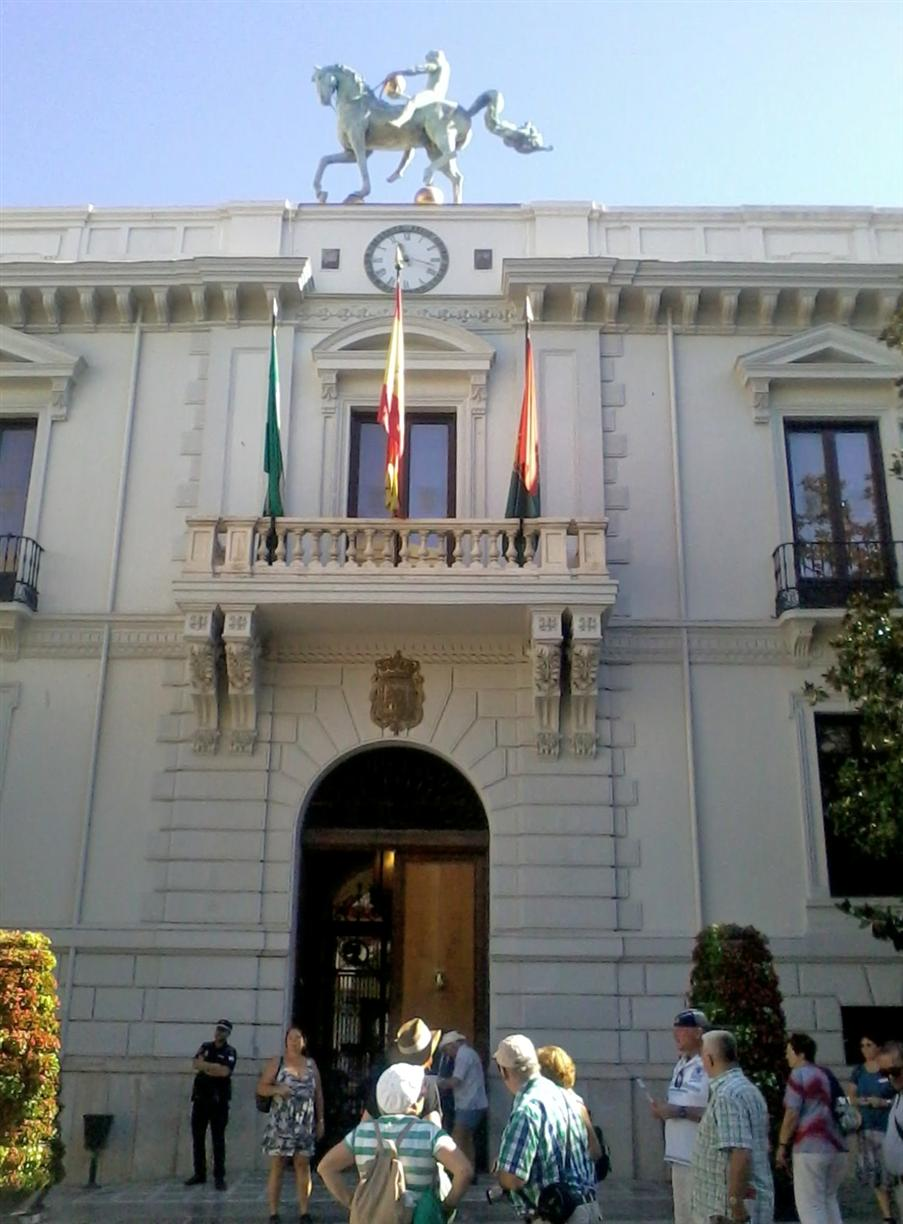
Vista parcial de la fachada del ayuntamiento de Granada, en la céntrica plaza del Carmen de esta ciudad.

Este edificio en su origen formaba parte del hoy desaparecido convento del Carmen, que da nombre a la plaza donde se ubica.
Esta fue una obra relativamente reciente del urbanismo local ya que fue creada tras el proceso de desamortización a que en su día fue sometido dicho convento.
Aquel convento se organizaba a partir de dos recintos que se estructuraban sobre sendos claustros, que entonces eran conocidos: uno como "convento viejo" y el otro como "convento nuevo". Existía en él además un templo conventual que se adosaba lateralmente al convento nuevo, en su costado noreste.
Tras la citada desamortización se derribaron la iglesia y también el convento viejo, lo cual dio origen a lo que hoy es la plaza del Carmen de Granada. De aquella construcción original en la actualidad sólo se conserva el claustro del conocido como convento nuevo, que aparece convertido ahora en el patio central de acceso del edificio.

## Descripción

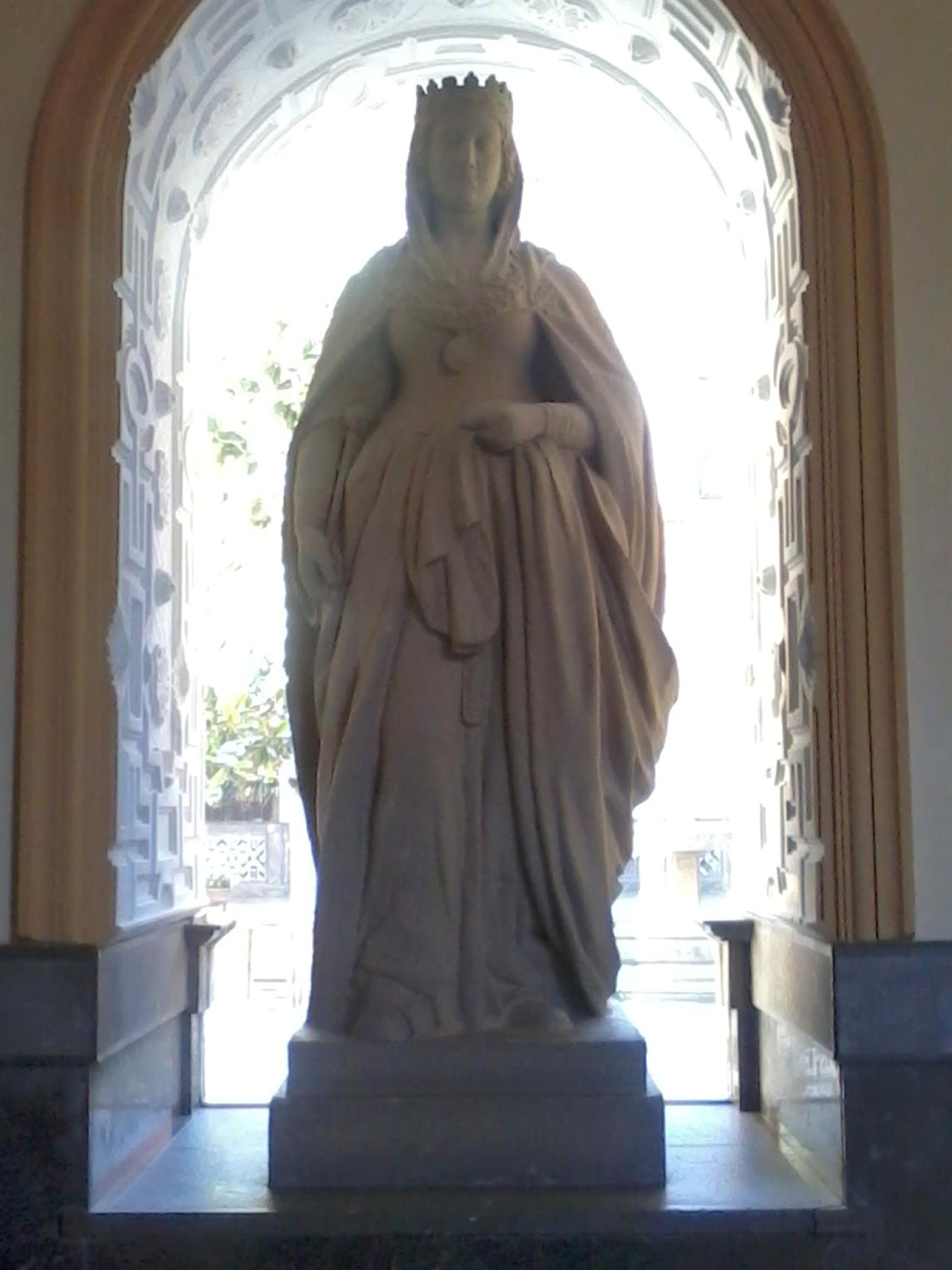
Isabel la Católica.

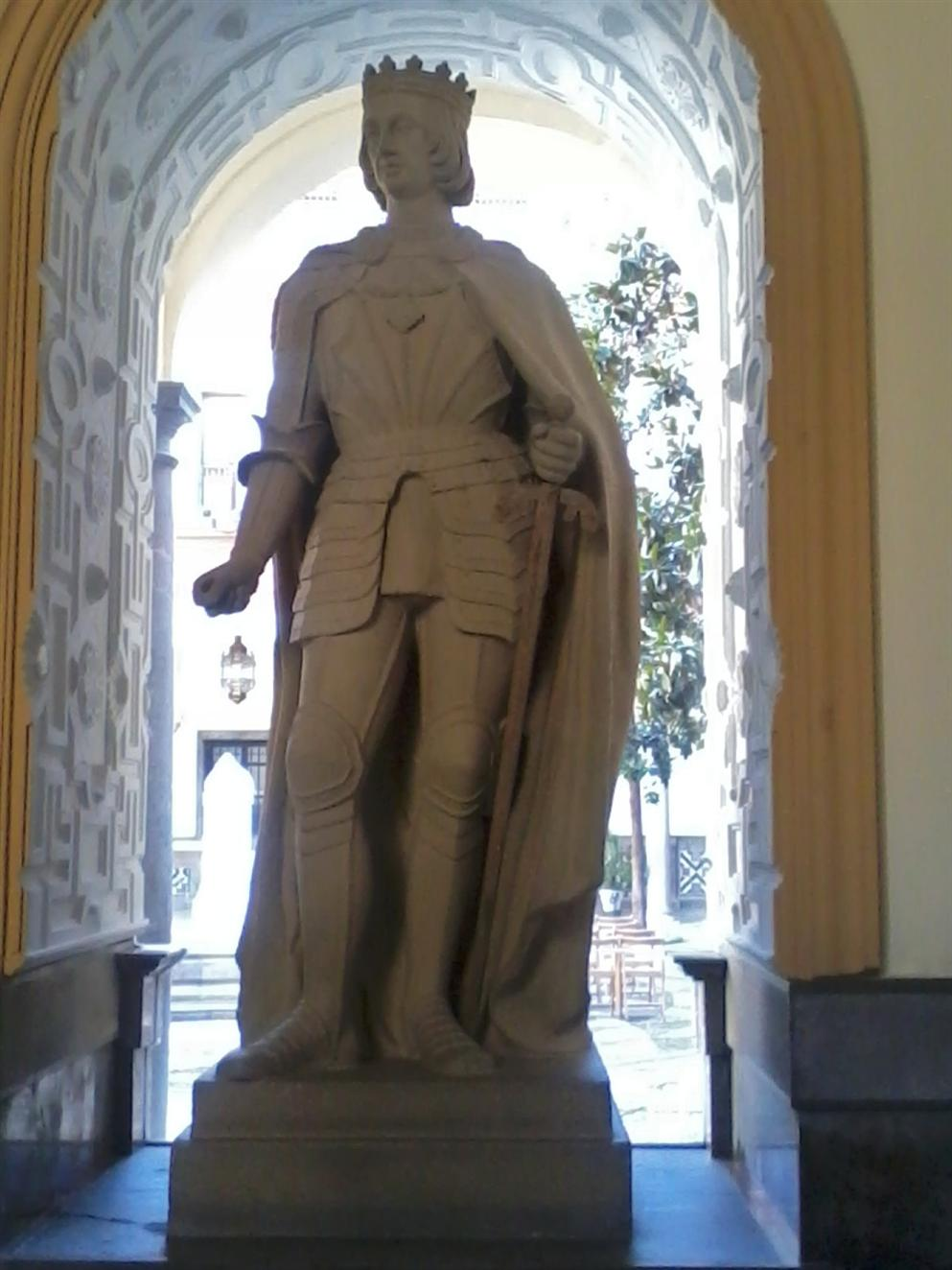
Fernando de Aragón.

Presenta al exterior dos plantas completas de altura más una entreplanta sobre la planta baja. Con unas líneas de arquitectura neoclásica, su fachada presenta al exterior altos huecos que en la planta superior se coronan con frontones triangulares rectos.
Entre sus elementos principales cuenta con una vistosa y amplia portada de acceso a la plaza, que se enmarca por pilastras avitoladas en cuya planta superior presenta un solemne balcón presidencial soportada por cuatro potentes ménsulas de piedra y una balaustrada de igual material.
En el atrio o vestíbulo principal de entrada, y sobre uno de sus lados, se encuentra una gran sala destinada a información turística en general, y sobre el frente principal las esculturas de gran tamaño de los Reyes Católicos: Isabel de Castilla y Fernando de Aragón.